# Jacques Jacobi
Pour les articles homonymes, voir Jacobi.
Jacques Jacobi, né le 3 novembre 1877 à Genève et mort le 3 novembre 1957 à Genève, est un artiste peintre et dessinateur genevois.

## Biographie
Né à Genève en 1877, Jacques Jacobi étudie à l'Ecole des Beaux-Arts et à l’École des Arts Industriels ; il aura notamment comme professeurs Barthélémy Bodmer et Léon Gaud. Il étudie également à Bruxelles en 1896 auprès du peintre Ernest Blanc-Garin, ainsi qu'à Schaerbeek et à Paris où il travaille dans l'atelier de Fernand Cormon. 
Il exerce l'activité de peintre en parallèle à sa charge de professeur de dessin. Il participe à de nombreuses expositions romandes, notamment le Premier salon genevois qui se tient en 1914, mais également à de nombreux salons nationaux. En 1900, il est présent au Salon des Champs-Elysées. En 1902, il participe à la décoration de la maison de Paul Comblen à Liège en réalisant pour la cage d'escaliers des scènes tirées de la mythologie grecque traitées dans une esthétique symboliste. La même année, il épouse Alice Bordier, jeune femme issue de la bourgeoise genevoise et passionnée de sculpture. En décembre 1911, il expose au Musée Rath à Genève aux côtés de son épouse et de son collègue artiste Gustave Maunoir. Parallèlement à son travail et à ses expositions, il voyage beaucoup en France (Marseille, Collioure, Antibes, La Rochelle, Pont-Aven) et en Italie (Volterra). En 1932, enfin, il adhère à l'Union nationale.